# Fontaine-le-Sec
Fontaine-le-Sec (picardisch: Fontainne-Sèque) ist eine nordfranzösische Gemeinde mit 142 Einwohnern (Stand 1. Januar 2022) im Département Somme in der Region Hauts-de-France. Die Gemeinde liegt im Arrondissement Amiens (seit 2009) und ist Teil der Communauté de communes Somme Sud-Ouest und des Kantons Poix-de-Picardie.

## Geographie
Die Gemeinde liegt unmittelbar ostsüdöstlich an das rund vier Kilometer westlich gelegene Oisemont angrenzend auf der Hochfläche des Vimeu.

## Einwohner
| 1962 | 1968 | 1975 | 1982 | 1990 | 1999 | 2006 | 2011 |
| ---- | ---- | ---- | ---- | ---- | ---- | ---- | ---- |
| 200  | 191  | 180  | 171  | 149  | 151  | 127  | 149  |

## Sehenswürdigkeiten

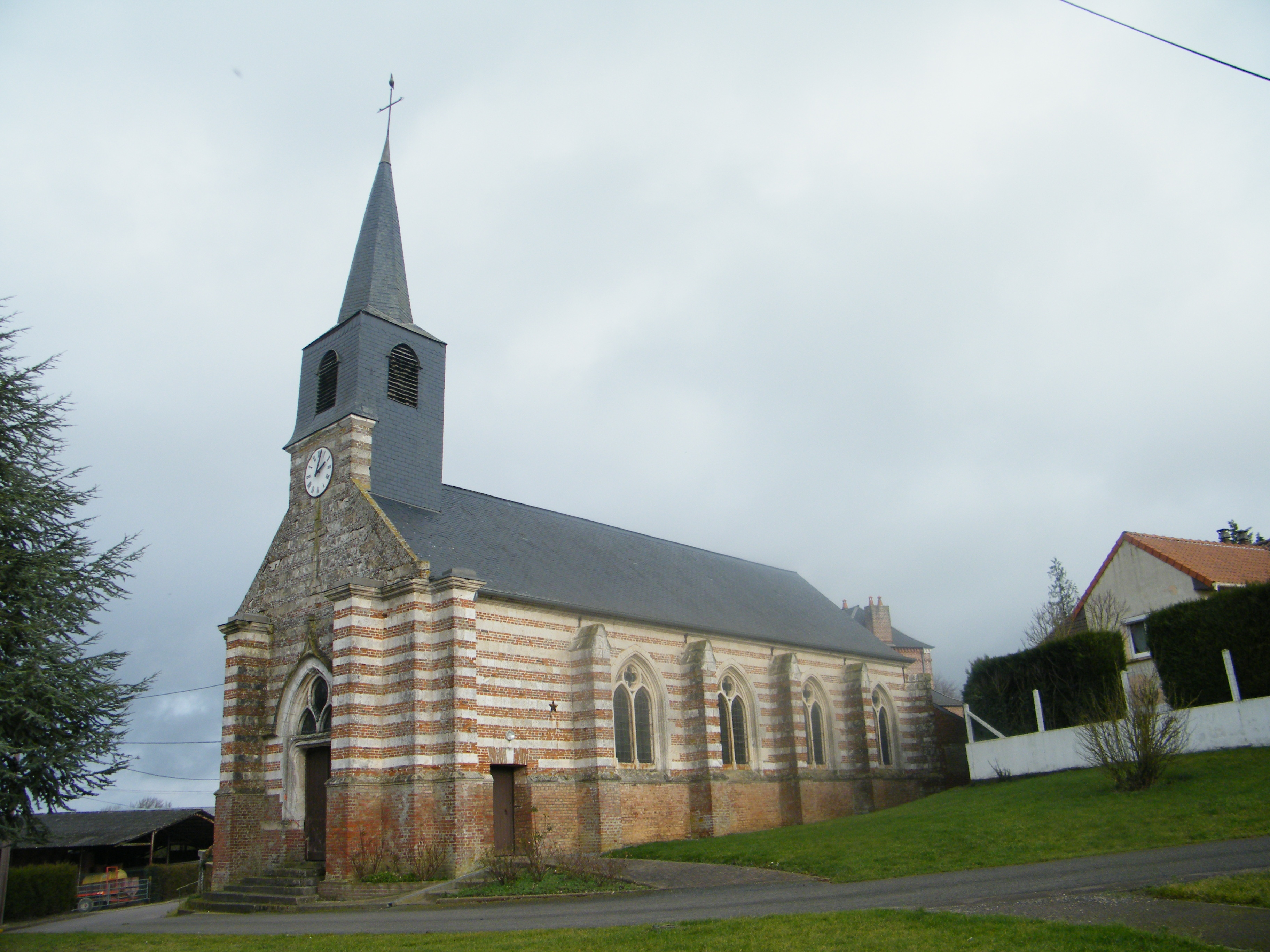
Kirche Saint-Roch

- Kirche Saint-Roch[1]